# Unzmarkt-Frauenburg
Unzmarkt-Frauenburg est une commune autrichienne du district de Judenburg en Styrie.